# Xian de Yunhe
Pour les articles homonymes, voir Yunhe.
Le xian de Yunhe (云和县 ; pinyin : Yúnhé Xiàn) est un district administratif de la province du Zhejiang en Chine. Il est placé sous la juridiction administrative de la ville-préfecture de Lishui.

## Démographie
La population du district était de 109 369 habitants en 1999.